# Église Saint-Hippolyte de Brion-sur-Ource
Pour les articles homonymes, voir Église Saint-Hippolyte.
L'église Saint-Hippolyte de Brion-sur-Ource est une église catholique située à Brion-sur-Ource, en France

## Localisation
L'église est située dans la commune de Brion-sur-Ource (Côte-d'Or).

## Historique
La découverte de sarcophages autour de l'église atteste d'une occupation religieuse depuis au moins le haut Moyen Âge. L'église a été bâtie au XVe siècle sur l'emplacement d'une ancienne chapelle castrale, dédiée à saint Hippolyte, chevalier romain vénéré dans le diocèse de Langres depuis le IXe siècle. Le chœur, les chapelles latérales et le transept sont du XVIe siècle, le remaniement de la nef et le portail de la façade ouest datent de 1629. Le clocher est du XIXe siècle.
L'édifice Saint-Hippolyte est  Inscrit MH (1988).

## Architecture et description
Eglise de plan allongé à nef unique en voûte d’ogives avec chevet polygonal ouvert de trois belles baies. Le clocher à flèche polygonale est implanté à la croisée du transept dont le chœur des deux chapelles communique avec celui de l'église. Escalier en vis demi-hors-œuvre. La construction en pierre et moellon avec revêtement est couverte d'un toit à longs pans de tuiles plates, pierres et ardoises.

## Mobilier
L'église possède un mobilier particulièrement remarquable :
- Statuaire du XVIIe / XVIIIe siècle ;
- Reliquaires ;
- Bâtons de procession ;
- Remarquables fonts baptismaux à godrons du XVIIe siècle ;
- Pierres tombales[3].

Trois pièces font l'objet d'une classement aux monuments historiques :
- une statue du XVIe siècle de saint Hippolyte, patron de l'église  Classé MH (1976) ;
- une statue de Vierge à l'Enfant du XVIe siècle en pierre polychrome de style burgondo-champenois  Classé MH (1907) provenant de l'abbaye des Cordeliers de Châtillon-sur-Seine ;
- une grande toile des environs de 1600 représentant saint Jérôme écrivant dans sa cellule de même origine  Classé MH (1972).

## Protection
L'église est inscrite à l'inventaire des monuments historiques par arrêté du 14 octobre 1988.